# Valsta Syrianska IK
Der Valsta Syrianska Idrotts- och Kulturförening (kurz: Valsta Syrianska IK) war ein schwedischer Sportverein in Märsta. Der Klub war vor allem für seine Fußballmannschaft bekannt, die bis 2015 drittklassig spielte.

## Geschichte
Der Valsta Syrianska IK entstand im Winter 1993 aus der Fusion von Valsta IK und Syrianska Föreningen. Der neu gegründete Klub übernahm den Startplatz von Valsta IK in der siebtklassigen Division 6. Die zusammengelegte Mannschaft schaffte 1994 auf Anhieb den Aufstieg in die Sechstklassigkeit. Zwei Jahre später erreichte der Verein die fünfte Liga und ein Jahr später war die Mannschaft bereits viertklassig. Zunächst fand man sich im Abstiegskampf wieder – der Klassenerhalt wurde 1998 erst durch den Gewinn der Relegationsrunde sichergestellt. Bereits im zweiten Jahr der Zugehörigkeit zur Division 3 Norra Svealand spielte die Mannschaft um den Aufstieg mit, scheiterte aber aufgrund des schlechteren Torverhältnisses hinter den punktgleichen IF Vindhemspojkarna und Topkapi IK.
2000 wurde Valsta Syrianska IK Staffelsieger der Division 3 Norra Svealand und schaffte damit den Sprung in die Drittklassigkeit. Langsam näherte sich die Mannschaft dort der Tabellenspitze. 2003 wurde sie mit zwei Punkten Rückstand auf Väsby IK Vizemeister der Division 2 Östra Svealand. Auch ein Jahr später spielte man vorne mit, nach einem Punktabzug aufgrund von Zuschauerausschreitungen belegte die Mannschaft den dritten Platz. 
2005 qualifizierte sich Valsta Syrianska IK als Tabellenvierter für die neu geschaffene Division 1 Norra und überstand damit die Ligareform in der dritten Liga. 2007 fand sich die Mannschaft im Abstiegskampf wieder, konnte sich aber mit zwei Punkten Vorsprung auf Skiljebo SK aus Västerås in der Liga behaupten.
Am 15. Februar 2015 wurde die Insolvenz des Vereins gemeldet. Zwei Wochen zuvor hatte sich der Valsta Syrianska IK aus dem Ligabetrieb zurückgezogen.